# Жанатоганський сільський округ (Меркенський район)
Жанатога́нський сільський округ (каз. Жаңатоған ауылдық округі, рос. Жанатоганский сельский округ) — адміністративна одиниця у складі Меркенського району Жамбильської області Казахстану. Адміністративний центр — село Костоган.
Населення — 3502 особи (2021; 3509 у 2009, 3232 у 1999, 3576 у 1989).
Станом на 1989 рік існувала Жанатоганська сільська рада (села Ворошилово, Кизилсай, Костоган). 1997 року до складу Жанатоганського сільського округу приєднано ліквідований Суратський сільський округ. 2001 року Суратський сільський округ був відновлений.

## Склад
До складу округу входять такі населені пункти:
| Населений пункт | Старі назви | Населення, осіб (1989) | Населення, осіб (1999) | Населення, осіб (2009) | Населення, осіб (2021) |
| --------------- | ----------- | ---------------------- | ---------------------- | ---------------------- | ---------------------- |
| Кизилсай, село  | -           | 425                    | 379                    | 391                    | 417                    |
| Костоган, село  | -           | 2186                   | 1915                   | 2099                   | 2106                   |
| Минказан, село  | Ворошилово  | 965                    | 938                    | 1019                   | 979                    |